# Royal Stade de Bruxelles
Dernière mise à jour : 4 juillet 2011.
Le Royal Stade de Bruxelles est un ancien club de football belge, localisé dans la Ville de Bruxelles. Fondé en 1907 sous le nom d'Union Sportive de Laeken, il change son nom en Royal Stade de Bruxelles en 1964, après une fusion avec l' Union Sportive du Centenaire. En 1970, il disparaît dans une fusion avec le Racing Club de Jette pour former le Racing Jet Bruxelles.

## Histoire
L'Union Sportive de Laeken est fondée en 1907 à Laeken, un quartier dans le nord la Ville de Bruxelles. Il débute dans les séries régionales du Brabant. En décembre 1926, le club reçoit le matricule 281. Le club est reconnu Société Royale en 1932. Six ans plus tard, il rejoint les séries nationales pour la première fois.
Il joue six saisons dans ce qui est alors la Promotion, le troisième et dernier niveau national. Le club se classe en milieu de classement durant les saisons disputées pendant la Seconde Guerre mondiale, mais deux ans après la fin du conflit, il termine dernier et doit redescendre vers les séries régionales. Il ne reviendra jamais au niveau national.
En 1964, le club fusionne avec l'Union Sportive du Centenaire, un autre club bruxellois, pour former le Royal Stade de Bruxelles. Le succès n'est pas au rendez-vous, le club ne parvenant pas à remonter en « nationales ». En 1970, il est absorbé par le Racing Club de Jette, porteur du matricule 4549, pour former le Racing Jet Bruxelles. Le matricule 281 du Royal Stade de Bruxelles est radié par la Fédération.

## Résultats en séries nationales
Statistiques clôturées, club disparu

### Bilan
| Niv | Divisions     | Jouées | Titres | TM Up | TM Down |
| --- | ------------- | ------ | ------ | ----- | ------- |
| I   | 1re nationale | 0      | 0      |       |         |
| II  | 2e nationale  | 0      | 0      |       |         |
| III | 3e nationale  | 6      | 0      |       |         |
| IV  | 4e nationale  | 0      | 0      |       |         |
| V   | 5e nationale  | 0      | 0      |       |         |
|     |               |        |        |       |         |
|     | TOTAUX        | 6      | 0      | 0     | 0       |

- TM Up : test-match pour départager des égalités, ou toutes formes de Barrages ou de Tour final pour une montée éventuelle.
- TM Down : test-match pour départager des égalités, ou toutes formes de Barrages ou de Tour final pour le maintien.

### Classements
| Ordre                             | Saison    | Nom du club                                             | Niveau                                                  | Classement final                                        | Remarques                                               |
| --------------------------------- | --------- | ------------------------------------------------------- | ------------------------------------------------------- | ------------------------------------------------------- | ------------------------------------------------------- |
| 1                                 | 1938-39   | R. US Laeken                                            | Promotion (D3) série C                                  | 7e/14                                                   |                                                         |
| xx                                | 1939-1940 | Compétitions interrompues                               | Compétitions interrompues                               | Compétitions interrompues                               | Compétitions interrompues                               |
| xx                                | 1940-41   | Compétitions régionales                                 | Compétitions régionales                                 | Compétitions régionales                                 | Compétitions régionales                                 |
| 2                                 | 1941-42   | R. US Laeken                                            | Promotion (D3) série C                                  | 7e/13                                                   |                                                         |
| 3                                 | 1942-43   | R. US Laeken                                            | Promotion (D3) série D                                  | 12e/15                                                  |                                                         |
| 4                                 | 1943-44   | R. US Laeken                                            | Promotion (D3) série C                                  | 8e/14                                                   |                                                         |
| xx                                | 1944-1945 | Compétitions interrompues                               | Compétitions interrompues                               | Compétitions interrompues                               | Compétitions interrompues                               |
| 5                                 | 1945-46   | R. US Laeken                                            | Promotion (D3) série C                                  | 14e/18                                                  |                                                         |
| 6                                 | 1946-47   | R. US Laeken                                            | Promotion (D3) série B                                  | 18e/18                                                  |                                                         |
| séries régionales et provinciales |           |                                                         |                                                         |                                                         |                                                         |
| X                                 | 1970      | Fusion avec le Racing Jette, le matricule 281 disparaît | Fusion avec le Racing Jette, le matricule 281 disparaît | Fusion avec le Racing Jette, le matricule 281 disparaît | Fusion avec le Racing Jette, le matricule 281 disparaît |